# Albert (Somme)
Albert [albɛʁ] ist eine französische Gemeinde und Kantonshauptort mit 9658 Einwohnern (Stand 1. Januar 2022) im Département Somme in der Region Hauts-de-France. Sie ist Mitglied im Gemeindeverband Communauté de communes du Pays du Coquelicot.

## Geographie
Albert liegt im Norden des Départements Somme am Übergang der alten Römerstraße von Amiens nach Bapaume über den Fluss Ancre.

## Geschichte

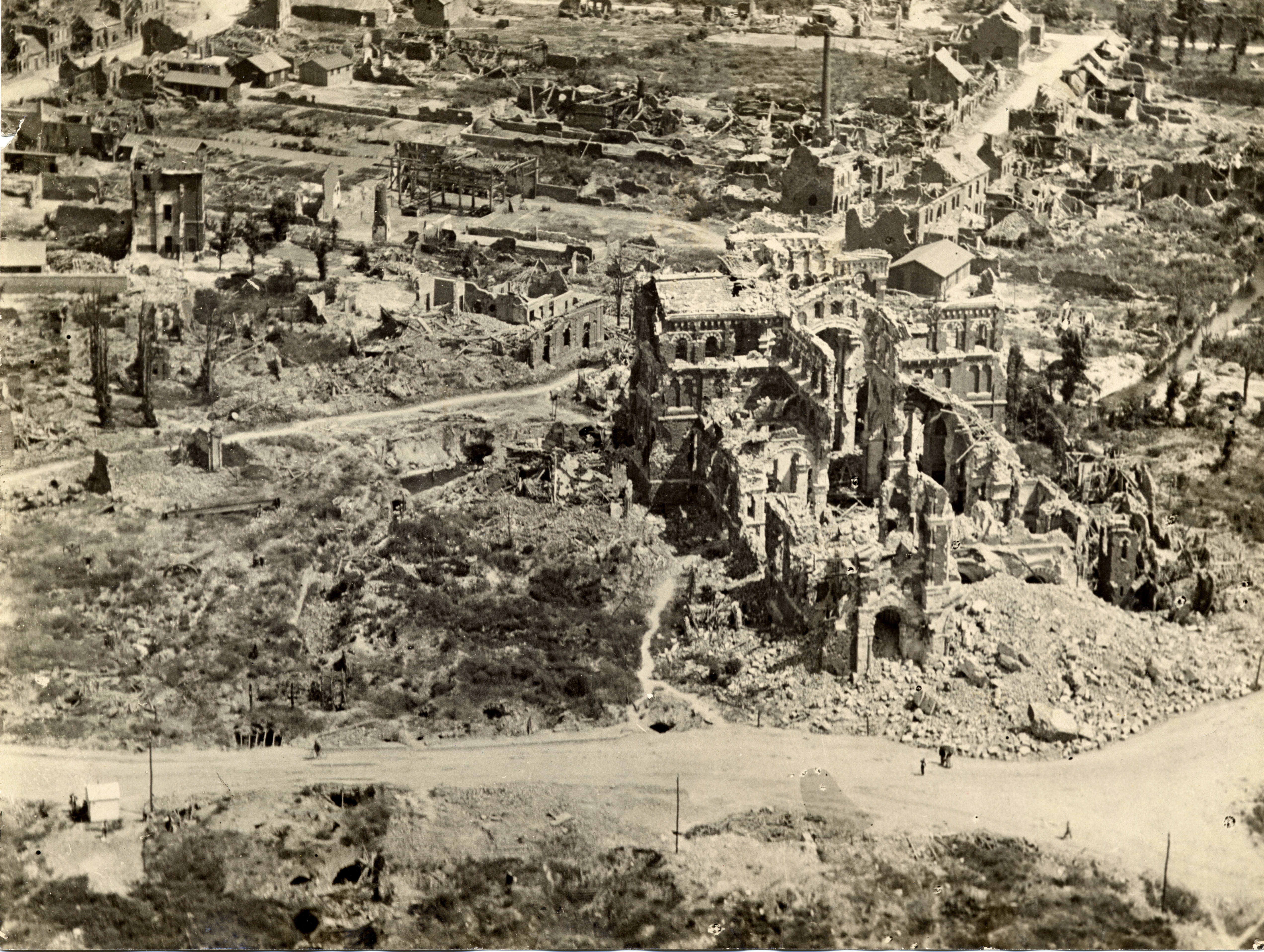
Das verwüstete Albert um 1918, im Vordergrund die Kathedrale

Der Ort wurde als römischer Posten im Jahre 54 v. Chr. (während des Gallischen Krieges) gegründet und war bis ins 17. Jahrhundert unter dem Namen Ancre (auch Encre) bekannt. Nach dem Fall des Marquis d’Ancre wurde die Herrschaft dem Favoriten Ludwigs XIII. Charles d’Albert übertragen; seitdem heißt der Ort Albert.
Albert war mehrere Jahrhunderte lang ein Pilgerort; auf der Spitze der Basilika stand eine weithin sichtbare goldene Marienstatue, die angeblich ein Schäfer gefunden hatte. Papst Leo XIII. nannte Albert im Jahre 1898 das Lourdes des Nordens.
Während des Ersten Weltkriegs  wurde im Januar 1915 der Kirchturm von deutscher Artillerie getroffen; die Marienstatue hing in einem 120-Grad-Winkel an ihrer Verankerung. Im Juni 1916 zogen britische Truppen durch das erheblich zerstörte Albert und gingen für den Beginn der Schlacht an der Somme in Stellung. Die Frontlinie ging mehrmals über Albert hinweg, das dabei 1918 völlig zerstört wurde. Am südöstlichen Stadtrand, an der Rue du 11 Novembre, liegt die Nécropole nationale d'Albert mit den sterblichen Überresten von 6290 französischen Soldaten in Einzelgräbern und Beinhäusern.
Der im nahe gelegenen Méaulte geborene Henry Potez, Gründer der Firma Aéroplanes Henry Potez, war von 1947 bis 1959 Bürgermeister der Stadt.

## Wirtschaft
Mehrere ortsansässige Maschinenbauunternehmen, die unter anderem als Zulieferer für Airbus tätig sind, sind im Pôle Hydraulique et Mécanique d'Albert (PHMA) organisiert. Sie beschäftigen in und um Albert mehr als 2000 Mitarbeiter. In Méaulte befindet sich ein Standort des EADS-Konzerns.

## Sehenswürdigkeiten
- Die Basilika Notre-Dame de Brebières wurde 1885–1895 im neobyzantinischen Stil erbaut, 1916 zerstört und danach wieder aufgebaut.
- Das Rathaus ist im flämischen Art-déco-Stil errichtet und wurde 1932 seiner Bestimmung übergeben.
- Das Musée Somme 1916 dokumentiert das Leben in den Schützengräben während des Ersten Weltkriegs.
- Im Théâtre du Jeu de paume findet alljährlich das Internationale Tierfilmfestival FIFA statt

## Partnerstädte
Albert pflegt Partnerschaften zu:
- Niesky in Sachsen, seit 1964
- Ulverston in Nordwestengland, seit 1976
- Aldenhoven in Nordrhein-Westfalen, seit 1981

## Söhne und Töchter der Stadt
- Olivier Charlier (* 1961), Geiger